# Janula
Janula là một chi nhện trong họ Theridiidae.

## Các loài
- Janula batman Yoshida & Koh, 2011 — Borneo
- Janula bicorniger (Simon, 1894) — Brazil
- Janula bicornis (Thorell, 1881) — Queensland
- Janula bicruciata (Simon, 1895) — Brazil
- Janula bifrons (Thorell, 1895) — Myanmar
- Janula bizona Yoshida & Koh, 2011 — Borneo
- Janula bruneiensis Yoshida & Koh, 2011 — Borneo
- Janula bubalis Yoshida & Koh, 2011 — Borneo
- Janula erythrophthalma (Simon, 1894) — Panama, Lesser Antilles to Bolivia
- Janula luteolimbata (Thorell, 1898) — Myanmar
- Janula malachina (Simon, 1895) — Peru
- Janula marginata (Thorell, 1898) — Myanmar
- Janula modesta (Thorell, 1898) — Myanmar
- Janula nebulosa (Simon, 1895) — Brazil, Paraguay
- Janula ocreata (Simon, 1909) — Vietnam
- Janula parva (Wunderlich, 2008) — Malaysia
- Janula picta (Simon, 1895) — Singapore
- Janula salobrensis (Simon, 1895) — Trinidad, Brazil, Guyana
- Janula taprobanicus (Simon, 1895) — Sri Lanka
- Janula triangularis Yoshida & Koh, 2011 — Singapore, Borneo
- Janula triocellata Yoshida & Koh, 2011 — Borneo